# تشاه شورك (دلغان)
تشاه شورك (بالفارسية: چاه شورک) هي قرية تقع في قسم دلغان الريفي (مقاطعة دلغان) في إيران. يقدر عدد سكانها بـ 222 نسمة بحسب إحصاء 2016.